# Jozef De Borger
Jozef De Borger (Mechelen, 9 augustus 1961) is een Belgisch voormalig politicus voor de CD&V. Hij was burgemeester van Londerzeel.

## Levensloop
De Borger is licentiaat in politieke wetenschappen (VUB). In zijn woonplaats Londerzeel was hij sinds 1989 actief als politiek bestuurder, van 1989 tot 1994 als schepen en vervolgens tussen 1995 en 2015 als burgemeester. In 2015 werd De Borger opnieuw schepen.
Sinds de provincieraadsverkiezingen van 2006 en de start van die legislatuur begin 2007, zetelde De Borger niet enkel in de gemeenteraad en het college van burgemeester en schepenen maar was ook lid van de provincieraad voor de CD&V. Op 22 december 2017 gaf hij een persconferentie met de mededeling niet meer kandidaat te zijn voor de gemeenteraadsverkiezingen van 2018. Hij verhuist dan naar Oudegem.